# Nueva Fuerza
Nueva Fuerza fue un partido político argentino fundado por Álvaro Alsogaray en 1972 con la intención de participar en las elecciones presidenciales y legislativas del 11 de marzo de 1973, que pusieron fin a la dictadura militar autodenominada Revolución Argentina. 

## Historia
Fue el segundo de los tres partidos que lideró Alsogaray durante su larga carrera política, siguiendo al Partido Cívico Independiente y antes de la Unión del Centro Democrático. Al igual que su predecesor y su sucesor, Nueva Fuerza era un partido derechista de orientación económicamente liberal.
A pesar de su importante campaña propagandística, el partido no superó el 2 % de los votos en las elecciones generales de 1973, en las que presentó la fórmula Julio Chamizo-Raúl Ondarts para la presidencia, y no consiguió tampoco representación parlamentaria. El escritor Jorge Luis Borges declaró haber votado al partido durante una entrevista en México, días después de las elecciones, aunque afirmó haberlo hecho por petición de su madre; y lamentó lo que consideraba "un voto perdido" debido a la baja cantidad de sufragios que obtuvo. Nueva Fuerza no presentó candidato presidencial en las elecciones de septiembre de 1973, y se disolvió entre 1975 y 1976. Su última intervención electoral fue en las elecciones provinciales de Misiones de 1975 con la fórmula Alberto Ignacio Ruiz-Heinrich Hilmar Georg von Specht, que recibió solo el 1.02 % de los votos, ubicándose en cuarto lugar y sin lograr, tampoco, representación en el legislativo provincial.